# Deniz Kandiyoti
Deniz Kandiyoti (15 marzo 1944) è una scrittrice e politologa turca.
Si occupa del settore degli studi di genere e delle politiche di sviluppo in Medio Oriente, tra cui anche la Turchia. Ha conseguito un dottorato di ricerca presso la London School of Economics and Political Science. Il suo lavoro sul femminismo islamico, in particolare nelle aree post-coloniali e sullo sviluppo rurale, ha fortemente influenzato il suo intero campo di studio. È considerata una pioniera nel campo della ricerca sull'influenza dell'Islam e della politica dello Stato sulle donne.

## Biografia
Nata a Istanbul (Turchia), Deniz Kandiyoti possiede la cittadinanza turca e britannica. Ha ottenuto il Bachelor of Arts presso l'Università di Parigi nel 1966 e il Master of Science in Psicologia Sociale alla London School of Economics and Political Science prima di completare il suo dottorato di ricerca. I primi lavori di Kandiyoti si occuparono principalmente dell politica economica e della trasformazione agricola, per poi muoversi verso il genere, il nazionalismo e l'Islam.

### Carriera accademica
La carriera accademica di Kandiyoti si basa su studi teorici ed empirici. Il suo interesse iniziale sul genere emerse durante il suo lavoro sul campo per il suo dottorato di ricerca nella Regione dell'Anatolia Centrale. Dal 1969 al 1980 lavorò presso la Università tecnica di Istanbul di Istanbul e l'Università del Bosforo, sempre a Istanbul. In seguito si trasferì in Inghilterra per insegnare al Richmond College di Londra. Kandiyoti fu una fellow presso l'Università di Manchester e l'Università del Sussex dal 1987 al 1988. Nel 1988, ha creato il termine patriarchal bargain (affare patriarcale), per indicare la tattica con cui una donna sceglie di accettare i suoi ruoli svantaggiosi, in modo da proteggersi e massimizzare il proprio potere individuale, nel contesto di una società patriarcale.
Nel 1992 ha iniziato a lavorare presso la School of Oriental and African Studies dell'Università di Londra, diventando nel 2010 professore emerito di studi dello sviluppo. Ha lavorato come consulente per il Programma delle Nazioni Unite per lo sviluppo(UNDP), l'Organizzazione internazionale del lavoro (OIL), Organizzazione delle Nazioni Unite per l'educazione, la scienza e la cultura (UNESCO), l'Organizzazione per la sicurezza e la cooperazione in Europa (OSCE), il Dipartimento per lo Sviluppo Internazionale (DFID) e il Fondo di sviluppo delle Nazioni Unite per le donne (UNIFEM).
Dal 2000 al 2005, prese parte alle ricerche sostenute dall'Istituto di ricerca delle Nazioni Unite per lo sviluppo sociale (UNRISD). La maggior parte di queste aree di ricerca sono atte all'eliminazione della povertà, la promozione della democrazia e dei diritti umani, l'uguaglianza di genere, lo sviluppo sostenibile e allo studio degli effetti della globalizzazione. È anche l'editrice della rivista Central Asian Survey. L'attuale progetto di cui si sta occupando Deniz Kandiyoti è intitolato L'Islam e la politica di genere.